# Pajarejos (Ávila)
Pajarejos es una localidad española del municipio de Bonilla de la Sierra, perteneciente a la provincia de Ávila, en la comunidad autónoma de Castilla y León.

## Historia
Hacia mediados del siglo XIX, el lugar, que ya por entonces compartía ayuntamiento con Bonilla de la Sierra, tenía contabilizada una población de 155 habitantes. Aparece descrito en el decimosegundo volumen del Diccionario geográfico-estadístico-histórico de España y sus posesiones de Ultramar de Pascual Madoz de la siguiente manera:

PAJAREJOS: l. que forma ayunt. en union de Bonilla de la Sierra (1 1/4 leg.) en la prov. y dióc. de Avila (8), part. jud. de Piedrahita (2), aud. terr. de Madrid (24), c. g. de Castilla la Vieja (Valladolid 25): sit. en la falda S. de la sierra titulada de Villanueva, le combaten con mas frecuencia, los vientos N. y O.: el clima es frio, y sus enfermedades mas comunes catarros, pulmonias y calenturas: tiene 20 casas de inferior construccion y una igl. parr. (la Asuncion de Ntra. Sra.) con curato de entrada y presentacion de la justicia y vecinos del pueblo: el cementerio está al N. en parage que no ofende la salud pública y los vec. se surten de aguas para sus usos de una fuente sit. en el térm. de la pobl.: este confina N. Vilianueva del Campillo; E. Casas de Puerto de Villatoro; S. Villafranca, y O. Bonilla de la Sierra: se estiende 1/2 leg. de N. á S. é igual dist. de E á O. y comprende un pequeño monte de encina y algunos prados naturales, le atraviesa un arroyo titulado Merdero, cuyas aguas descienden del puerto de Villatoro: el terreno es de inferior calidad. caminos: los que dirigen á los pueblos limítrofes en malísimo estado: el correo se recibe en la adm. de la cab. del part. prod. centeno y patatas: mantiene ganado lanar, vacuno y cabrio y cria caza de conejos y perdices. pobl.: 52 vec., 155 alm. cap. prod. 475,000 rs. imp.: 19,000. ind. 500. contr.: 1,679 rs. 33 mrs.
(Madoz, 1849, pp. 515-516)

En 2022, el núcleo de población tenía empadronados 17 habitantes.